# Высокое (Мглинский район)
Высо́кое — село в Мглинском районе Брянской области, административный центр Высокского сельского поселения, население 344 человека на 2002 год. Расположено на западе района, на реке Тезна (приток реки Ипуть), высота над уровнем моря 207 м.

## История
В письменных источниках первой половины XVII века Высокое уже упоминается как владение польского магната Николая Абрамовича. Во второй половине XVII века, после изгнания поляков, Высокое находилось в ведении мглинской ратуши. Упоминается село в купчей 1718 года, (по слачаю покупки неким Максимом Борозным у жителя села Высокое Подлузского бортных дерев). В 1726 году село Высокое, по указу императрицы Екатерины I, передано Андрею Барановскому.
Начиная же с 1729—31 гг., спор о характере того или иного имения нередко решался простой справкой из «Генерального следствия о маетностях».  Если в книге следствия данное имение было обозначено, как владельческое, состоящее «по восьмому пункту», оно должно было оставаться владельческим и на будущее время.
Среди владельческих поселений в результате Генерального следствия были выявлены населенные пункты – с. Белогорща, с. Симонтовка, с. Высокое, Старые и Новые Чешуйки, с. Вормино, д. Санники, с. Костеничи, д. Косичи, слобода Деремна. 
Уже в 1717 году Высокое упомянуто селом, значит, уже была церковь.
В XIX веке село Высокое было в составе Костеничской волости Мглинского уезда Черниговской губернии. В селе была Семеновская церковь.
В первой четверти XIX века в Высоком был построен каменный храм Николая классической архитектуры, выполненный по хорошему рисунку. В 1890 году при церкви была открыта начальная школа в собственном здании.
В Высоком действует школа десятилетка, Дом культуры и краеведческий музей.